# Radikal (samhällsvetenskap)
Radikal, ytterst av lat. radix (rot), att gå till botten med något, person eller rörelse som arbetar för vittgående reformer och omdaningar av samhället i fråga om kulturella och politiska förhållanden. Används ofta som synonym till reformivrig eller vänstersinnad, men det förekommer även att högergrupper definieras som radikala (se radikal höger) då de söker grundläggande och omfattande förändringar.
Även om radikalism mest har förknippats med den politiska vänstern, har det också använts om andra rörelser. Ordet har exempelvis kommit att avse en inställning i frihetsfrågor som är förknippade med den politiska mitten. Liberalerna i Sverige har historiskt beskrivits som ett radikalt parti, i motsats till reaktionära eller agrara partier. Liberalernas systerparti i Danmark, Radikale Venstre, bröt sig ut ur moderpartiet Venstre av anledningen att Venstre inte ansågs tillräckligt radikalt i värderingsfrågor. Det förekommer även att högerextremistiska grupper definieras som radikala, eftersom de söker grundläggande och omfattande förändringar av samhället.